# Sara Däbritz
Sara Ilonka Däbritz (Amberg, 15 februari 1995) is een Duits voetbalster die als middenvelder voor PSG en het Duits voetbalelftal speelt.

## Interlandcarrière
Op 29 juni 2013 debuteerde Sara Däbritz als een wisselspeler in het nationale elftal tijdens een vriendschappelijke wedstrijd tegen Japan. Ze scoorde haar eerste doelpunt tegen Ivoorkust op 7 juni 2015 op het WK 2015. In totaal scoorde ze 13 keer voor het vrouwenvoetbalelftal.

### Interlanddoelpunten
Doelpunten van Sara Däbritz:
| Doelpunten Däbritz | Doelpunten Däbritz | Doelpunten Däbritz       | Doelpunten Däbritz   | Doelpunten Däbritz | Doelpunten Däbritz | Doelpunten Däbritz     |
| #                  | Datum              | Plaats                   | Tegenstander         | Doelpunt           | Eindresultaat      | Competitie             |
| ------------------ | ------------------ | ------------------------ | -------------------- | ------------------ | ------------------ | ---------------------- |
| 1.                 | 7 Juni 2015        | Ottawa, Canada           | Vlag van Ivoorkust   | 8–0                | 10–0               | WK 2015                |
| 2.                 | 15 Juni 2015       | Winnipeg, Canada         | Vlag van Thailand    | 4–0                | 4–0                | WK 2015                |
| 3.                 | 25 Oktober 2015    | Sandhausen, Duitsland    | Vlag van Turkije     | 4–0                | 7–0                | EK 2017 kwalificatie   |
| 4.                 | 25 Oktober 2015    | Sandhausen, Duitsland    | Vlag van Turkije     | 7–0                | 7–0                | EK 2017 kwalificatie   |
| 5.                 | 22 Juli 2016       | Paderborn, Duitsland     | Vlag van Ghana       | 6–0                | 11–0               | Vriendschappelijk      |
| 6.                 | 3 Augustus 2016    | São Paulo, Brazilië      | Vlag van Zimbabwe    | 1–0                | 6–1                | Olympische Spelen 2016 |
| 7.                 | 6 Augustus 2016    | São Paulo, Brazilië      | Vlag van Australië   | 1–2                | 2–2                | Olympische Spelen 2016 |
| 8.                 | 16 Augustus 2016   | Belo Horizonte, Brazilië | Vlag van Canada      | 2–0                | 2–0                | Olympische Spelen 2016 |
| 9.                 | 10 June 2018       | Hamilton, Canada         | Vlag van Canada      | 2–2                | 3–2                | Vriendschappelijk      |
| 10.                | 10 November 2018   | Osnabrück, Duitsland     | Vlag van Italië      | 2–0                | 5–2                | Vriendschappelijk      |
| 11.                | 12 Juni 2019       | Valenciennes, Frankrijk  | Vlag van Spanje      | 1–0                | 1–0                | WK 2019                |
| 12.                | 17 Juni 2019       | Montpellier, Frankrijk   | Vlag van Zuid-Afrika | 2–0                | 4–0                | WK 2019                |
| 13.                | 22 Juni 2019       | Grenoble, Frankrijk      | Vlag van Nigeria     | 2–0                | 3–0                | WK 2019                |